# 마지막 총잡이
마지막 총잡이(The Shootist)는 미국에서 제작된 돈 시겔 감독의 1976년 서부 영화이다. 존 웨인 등이 주연으로 출연하였고 M.J. 프랭코비치 등이 제작에 참여하였다.

## 출연

### 주연
- 존 웨인
- 로렌 바콜

### 조연
- 론 하워드
- 제임스 스튜어트
- 리처드 분
- 휴 오브라이언

## 제작진
- 원작자: 글렌든 스워스아웃
- 미술: 로버트 F. 보일